# Tectodamaeus wulongensis
Tectodamaeus wulongensis es una especie de ácaro del género Tectodamaeus, familia Damaeidae. Fue descrita científicamente por Wang & Cui en 1992.
Habita en Asia del Sur.